# 圆叶红景天
圆叶红景天（学名：Rhodiola rotundifolia）是景天科红景天属的植物，是中国的特有植物。分布在中国大陆的云南等地，生长于海拔3,500米至4,300米的地区，一般生长在山坡杂木林下，目前尚未由人工引种栽培。